# Laziogate
Il Laziogate è il presunto scandalo che, dal 2005, vide coinvolti l'allora presidente della Regione Lazio, Francesco Storace, Il Direttore dei sistemi informativi Regionali Mirko Maceri e l'allora portavoce di Storace Nicolò Accame. Il procedimento si concluse il 29 ottobre 2012 davanti alla corte d'appello con l'assoluzione degli imputati con formula piena "perché il fatto non sussiste".

## Le accuse
Secondo l'accusa, Storace avrebbe chiesto ai suoi tecnici di introdursi all'interno dell'anagrafe di Roma per verificare l'esistenza di eventuali firme false prodotte per presentare la lista della Mussolini. L'intrusione informatica risalirebbe al 9 marzo 2005. Pertanto detta interferenza avrebbe modificato il corretto svolgimento delle elezioni regionali nel Lazio del 2005 (poi vinte dal centro-sinistra), tramite una specifica attività condotta dal servizio informatico regionale con l'obiettivo di ostacolare la lista Alternativa Sociale di Alessandra Mussolini.
Sempre secondo le accuse, Storace si sarebbe inoltre avvalso di uomini propri, come nel caso del portavoce Nicolò Accame (indagato sia a Milano che a Roma), e della rete facente capo all'investigatore fiorentino Emanuele Cipriani (indagato anche in relazione alle vicende dello scandalo Telecom-Sismi) anche per far spiare e preparare dossier fasulli su Piero Marrazzo, suo concorrente, come la Mussolini, per la presidenza della Regione Lazio.

## Il processo
Il 15 marzo 2007 patteggiano Dario Pettinelli (l'ex addetto all'ufficio comunicazione e relazioni esterne della Regione, con l'accusa di concorso in accesso abusivo al sistema informatico del Comune) e il detective Gaspare Gallo (accusato di interferenza illecita nella vita privata e di violazione della legge elettorale, riuscendo a introdursi nella sede di Azione Sociale per procurarsi immagini al fine di riprodurre i moduli delle liste dei candidati). Il patteggiamento consiste in una sanzione di 3.200 Euro subito sospesa per Pettinelli e dieci mesi per Gaspare Gallo (poi convertiti in una multa).
Nel marzo 2007 vengono rinviati a giudizio Francesco Storace (con l'accusa di accesso abusivo a sistema informatico), l'ex portavoce Nicolò Accame e gli ex collaboratori Nicola Santoro e Tiziana Perreca. Oltre ad essi, verranno processati anche il Maceri (di Laziomatica), l'investigatore Pierpaolo Pasqua e Vincenzo Piso di Alleanza Nazionale.
Il processo sarebbe dovuto iniziare il 15 maggio 2007; è stato poi rinviato al 31 maggio per consentire la riunione del procedimento con il primo filone dell'inchiesta. Il primo filone (accusa di accesso abusivo a sistema informatico) è relativo all'intrusione nell'anagrafe del comune di Roma per analizzare le firme raccolte da Alternativa Sociale, e si indaga sull'ex direttore di Laziomatica Mirko Maceri, sull'impiegato Daniele Caliciotti e sull'avvocato Romolo Reboa. Nell'altro filone sono invece indagati, con l'accusa di accesso abusivo a sistema informatico, favoreggiamento e violazione della legge elettorale, Francesco Storace ed altre nove persone. Tra esse, Nicola Santoro e Vincenzo Piso, vicepresidente del consiglio comunale di Alleanza Nazionale.
Nell'udienza del 31 maggio 2007 è stata ammessa la costituzione di parte civile del Comune di Roma e della lista Alternativa sociale.
Il 18 ottobre 2007 il giudice del tribunale - Maria Bonaventura - ha respinto la richiesta di alcuni difensori di trasferire il procedimento a Perugia. Il processo resta quindi a Roma. È stata inoltre confermata la legittimità della costituzione di parte civile della Lait (ex Laziomatica), del Comune di Roma e di Alternativa Sociale.
Viene inoltre fissato un rinvio al 19 novembre 2007, per l'ammissione dei mezzi di prova.
Il 5 maggio 2008 si tiene la prima udienza preliminare avanti il GUP di Milano, Dott.ssa Mariolina Panasiti. Dei 21 imputati - accusati a vario titolo di associazione a delinquere, accesso abusivo al sistema informatico, rivelazione del segreto d'ufficio, violazione della legge sulla privacy, corruzione e illecite interferenze - 14 annunciano o fanno istanza di patteggiamento. Le pene in generale vanno dai due anni e quattro mesi in giù. Il procedimento vede tra gli imputati l'ex portavoce di Francesco Storace, Nicolò Accame, che non ha presentato alcuna istanza di patteggiamento. Viene accolta la richiesta di Telecom di costituirsi parte civile nell'ambito del filone milanese dell'inchiesta "Laziogate". Per la mancanza di una notifica il GUP rinvia l'udienza al 24 giugno.
Il 24 giugno 2008 si riprende con la prima udienza preliminare.
Il 15 marzo 2010 il Pubblico Ministero esegue l'esame di Maceri il quale, durante le circa quattro ore di esame, descrive la dinamica dei fatti spiegando di non aver mai eseguito gli accessi all'anagrafe del Comune di Roma che sono oggetto della contestazione della Procura.
Il 15 aprile 2010 vengono chiesti due anni di reclusione per l'ex presidente della Regione Lazio Francesco Storace, tre anni e sei mesi per il suo ex portavoce, Niccolò Accame. Si è conclusa con sette richieste di condanna e una di assoluzione la requisitoria del processo ”Laziogate”.
Il 5 maggio 2010 Francesco Storace viene condannato in primo grado a 1 anno e 6 mesi per accesso abusivo all'anagrafe. Oltre all'ex Presidente della Regione Lazio sono stati condannati a 2 anni di reclusione il suo ex portavoce Nicolò Accame, ad un anno di reclusione per l'ex direttore tecnico della società Laziomatica, Nicola Santoro e Romolo Reboa e Pierpaolo Pasqua. Maceri, anche se il giudice ha disposto la pena sospesa e la non menzione nel casellario giudiziario, dichiara che farà ricorso in appello reputandosi innocente. Vengono condannati ad otto mesi di reclusione l'ex vicepresidente del consiglio comunale, Vincenzo Piso, (per il quale il pm aveva chiesto l'assoluzione) e Tiziana Perreca. Assolto invece Daniele Caliciotti per il quale il pubblico ministero aveva chiesto una condanna ad uno anno di reclusione.
Il 7 maggio 2011 Storace ha invece ottenuto il diritto al risarcimento dei danni subiti nella campagna elettorale del 2005 dalla falsificazione delle firme operata dai sottoscrittori della lista concorrente di Alternativa Sociale.

### L'assoluzione degli imputati
Il giorno 11 giugno 2012 il Procuratore Generale Antonio La Rosa ha chiesto l'assoluzione di Francesco Storace, Mirko Maceri, l'avv. Romolo Reboa e degli altri imputati in quanto il fatto non sussiste vista l'esistenza di una convenzione che autorizzava lo stesso Maceri ad accedere alla banca dati del Campidoglio.
Il 29 ottobre 2012 la corte del processo d'appello ha assolto (come richiesto dal procuratore generale) Storace "perché il fatto non sussiste"; assolti, con la stessa formula "perché il fatto non sussiste", anche altri imputati, tra cui Mirko Maceri, l'avv. Romolo Reboa, Niccolò Accame, Vincenzo Piso e Pierpaolo Pasqua, mentre è stata ridotta la pena a Tiziana Perreca Successivamente assolta in Cassazione.
L'assoluzione, con formula piena degli imputati, diventa definitiva essendo stata richiesta direttamente dalla Procura.